# Andicuri
Andicuri är en vik i Aruba (Kungariket Nederländerna). Den ligger i den centrala delen av landet, 8 kilometer öster om huvudstaden Oranjestad. 